# Simmone Jade Mackinnon
Simmone Jade Mackinnon (Mount Isa, 19 marzo 1973) è un'attrice australiana.

## Biografia
Diplomata in danza classica, andò in tournée con il musical Cats ma un infortunio la costrinse a considerare la carriera di attrice.
Il suo principale ruolo di attrice arrivò nel 1998 con Baywatch Down Under, ruolo che la portò successivamente ad unirsi al cast di Baywatch.
La Mackinnon ottenne il suo ruolo principale in un film indipendente Dominique's Game. Nel 2001 partecipò alla miniserie TV Attila, l'unno, di Dick Lowry, con Powers Boothe, Tim Curry, Gerard Butler.
Ha iniziato a recitare nel 2003 nella serie televisiva australiana Le sorelle McLeod, interpretando il ruolo di Stevie (Stephanie) Hall, una vecchia amica di Claire McLeod che dopo la morte di quest'ultima si trattiene a Drover's Run diventando la migliore amica di Tess. La serie è terminata nel 2008 con la 8ª stagione.